# Everlasting Snow (池上ケイの曲)
「Everlasting Snow」（エヴァーラスティング・スノー）は、日本の女性歌手、池上ケイの曲。徳永英明の「壊れかけのRadio」のカバーとのカップリングによる両A面シングル「Everlasting Snow/壊れかけのRadio」が2007年11月14日にEMIミュージック・ジャパンよりリリースされた。

## Everlasting Snow/壊れかけのRadio
池上ケイ名義でのシングル3作目にあたる。

### シングル収録曲
1. Everlasting Snow　（作詞：池上ケイ・松井五郎、作曲：池上ケイ、編曲：小松秀行）
2. 壊れかけのRadio　（作詞・作曲：徳永英明、編曲：rui & kansei）